# Scarus dimidiatus
Scarus dimidiatus là một loài cá biển thuộc chi Scarus trong họ Cá mó. Loài này được mô tả lần đầu tiên vào năm 1859.

## Từ nguyên
Tính từ định danh của loài trong tiếng Latinh có nghĩa là "bị chia đôi", hàm ý đề cập đến màu sắc trên cơ thể của cá đực, xanh sáng ở thân trước và xanh sẫm ở thân sau.

## Phạm vi phân bố và môi trường sống

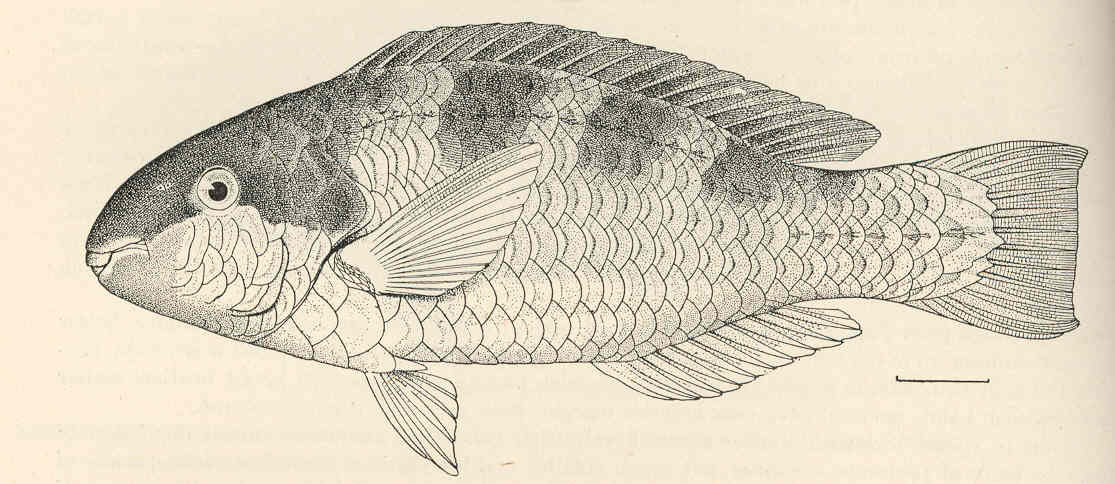
C. zonularis (= S. dimidiatus cái)

S. dimidiatus có phạm vi phân bố rộng rãi ở Tây Thái Bình Dương, thưa vắng hơn ở Đông Ấn Độ Dương (chỉ được ghi nhận tại quần đảo Cocos (Keeling), một phần bờ biển Tây Úc cùng các rạn san hô vòng ngoài khơi). Loài này được ghi nhận ở hầu hết vùng biển các nước Đông Nam Á; ngược lên phía bắc đến quần đảo Ryukyu (Nhật Bản); về phía đông trải dài đến một số đảo quốc và quần đảo thuộc châu Đại Dương (xa nhất là đến quần đảo Samoa); giới hạn phía nam đến rạn san hô Great Barrier và đảo Lord Howe.
S. dimidiatus sống gần các rạn san hô viền bờ và rạn san hô trong các đầm phá ở độ sâu đến ít nhất là 12 m.

## Mô tả
S. dimidiatus có chiều dài cơ thể tối đa được biết đến là 40 cm. Vây đuôi cụt hoặc hơi bo tròn ở cả cá con và cá trưởng thành.

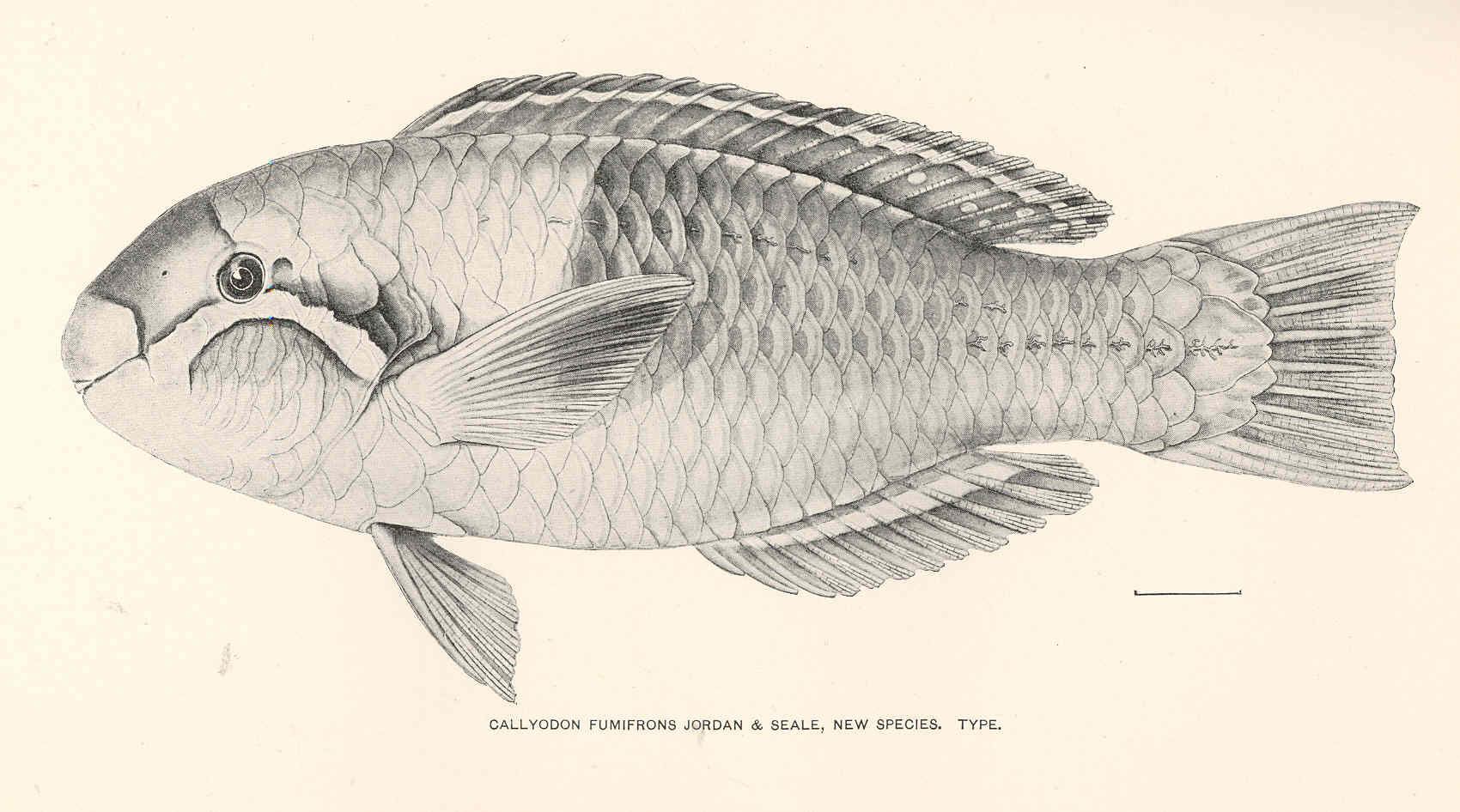
C. fumifrons (= S. dimidiatus đực)

Đầu và thân trước (đến gốc vây ngực) của cá đực có màu xanh lục lam, phần thân còn lại có màu xanh rất sẫm. Vảy ở thân sau có các vạch màu hồng da cam. Băng qua mắt là một dải màu xanh lam tím; bên dưới dải tím này là một dải màu xanh lục nhạt vòng xuống cằm và quanh mõm. Cá cái và cá con có màu vàng xám với các vệt màu sẫm trên lưng; vùng đầu màu xám (sẫm hơn ở nửa trên).
Jordan và Seale đã mô tả hai loài mới vào năm 1906 nhưng thực ra là kiểu hình cá đực và cá cái của S. dimidiatus: Callyodon fumifrons (đực) và C. zonularis (cái).
Số gai vây lưng: 9; Số tia vây ở vây lưng: 10; Số gai vây hậu môn: 3; Số tia vây ở vây hậu môn: 9; Số tia vây ở vây ngực: 14.

## Sinh thái học
Thức ăn của S. dimidiatus chủ yếu là tảo. S. dimidiatus cái thường hợp thành đàn gần các rạn san hô.
S. dimidiatus được đánh bắt để làm thực phẩm, và cũng có thể được xuất khẩu thương mại.